# 世界貿易中心五號大樓
世界貿易中心五號大樓（英語：Five World Trade Center）為美國紐約市曼哈頓下城從未動工，並還在建造計劃的一棟摩天大樓，位於世貿南方的德意志銀行大廈遺址，原訂為226公尺、42層樓高，後改為270公尺、80層樓高。

## 原始建築（1970年–2001年）

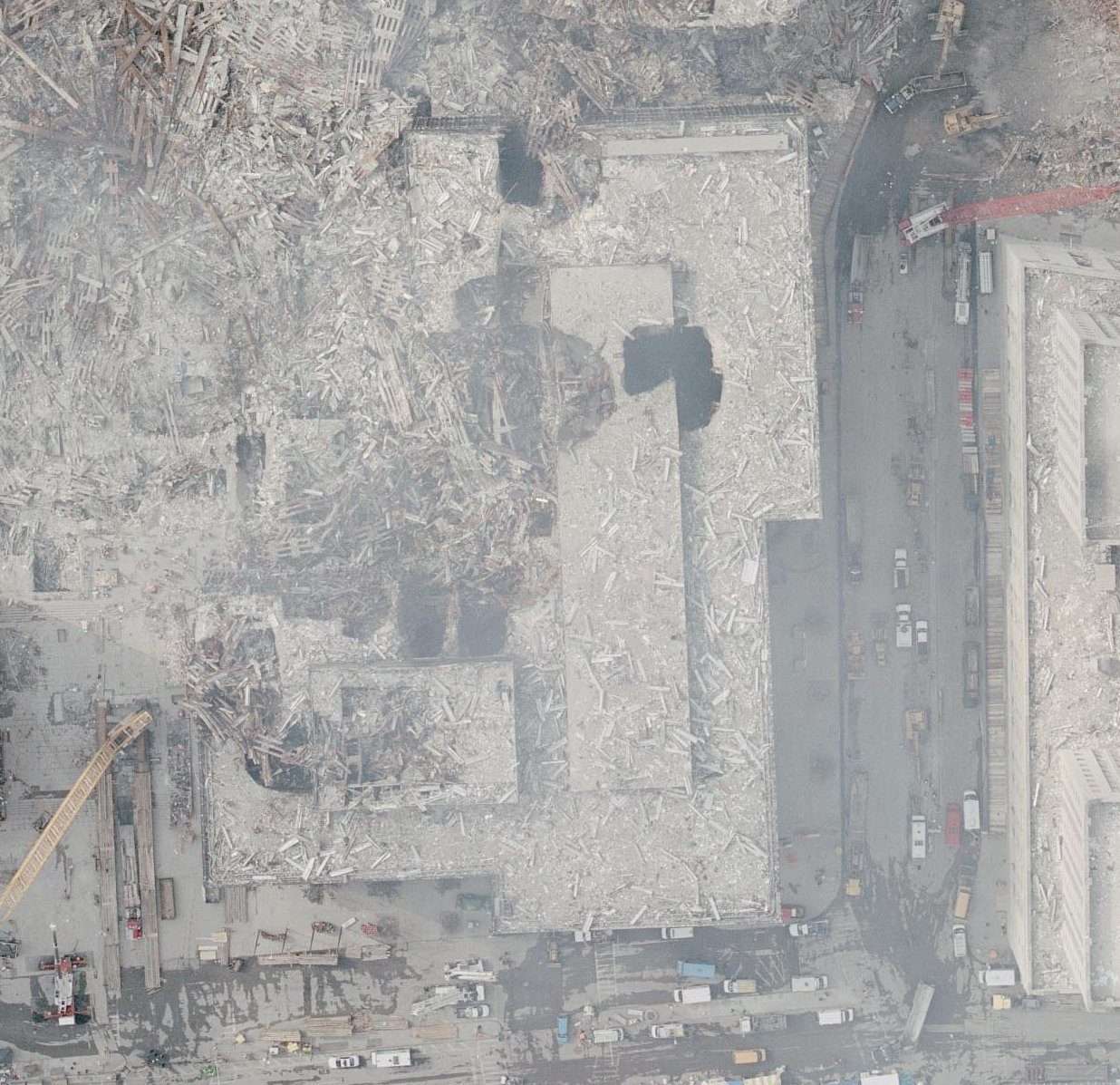
原世界貿易中心五號大樓在911事件後剩餘的殘骸

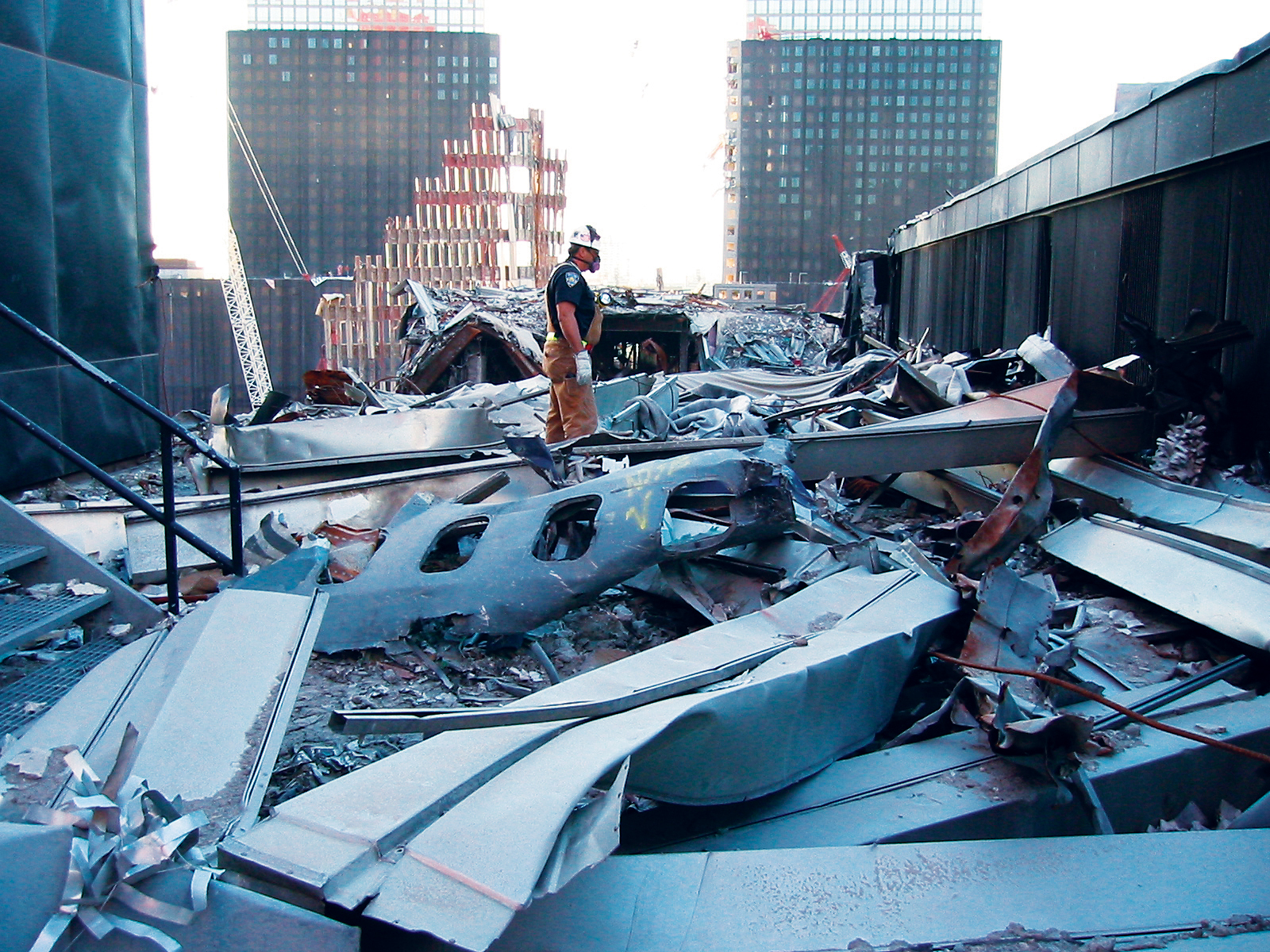
掉落在世貿五號樓上的聯合航空175號班機機身殘骸

原世界貿易中心區域各大樓分布地圖

世貿重建計畫中各大樓分布地圖

原世界貿易中心五號大樓在1970年時是一棟9層樓的建築物，建築高度36公尺（118英尺），位於紐約曼哈頓下城，在世界貿易中心北座右上。錢伯斯街－世界貿易中心車站在大樓底下，紐約地鐵A線、C線、E線列車皆在此停靠，大樓地下室另有零售商圈與餐館，其中包括博德斯集團在紐約市最大的書店。1984年，原世界貿易中心五號大樓屋頂放置由藝術家喬安娜·吉爾曼·海德（Joanna Gilman Hyde）面積約930平方公尺（10,000平方英尺），名為Self Organizing Galaxy的畫布作品。
原大樓在九一一襲擊事件當中，其屋頂被衝撞世界貿易中心南塔的聯合航空175號班機部分機身擊中，而世貿北塔倒塌的碎片殘骸更將大樓部分壓垮，後續發生的火災等因素，也使原大樓遭受嚴重損毀，雖然該大樓是所有九一一事件中，世貿中心區域內損毀狀況較輕的建築物之一，但最後仍然拆除。聯邦緊急事務管理署建築性能研究小組調查顯示，原大樓鋼樑結構之間的一些連接導致火災擴大，大樓使用的防火材料無法保護鋼樑結構連接，導致大樓倒塌擴大。但是防火材料及結構連接失敗並沒有使整棟大樓倒塌，在事件後仍可清晰看到原大樓的完整骨架結構。
原大樓舊址現在準備改建為世貿重建計劃中的世界貿易中心二號大樓。

## 新建築
新大樓預定在原德意志銀行大廈舊址建造，位於世貿重建計劃中的南端，預計建築高度限制在270公尺（900英尺）以下，建築面積140,000平方公尺（1,500,000平方英尺）。大廈由KPF建築事務所設計，預計共42層，並且從12樓起有7層樓為懸臂狀態。
但至2013年，此建造計劃已被終止，而地盤改作警察臨時停車場。
2019年6月，港務局和曼哈頓下城開發公司重啟新大樓預定工程，同意對該場地進行聯合獨立評估。2021年2月，由兆華斯坦地產和Brookfield房地產公司規劃的新大樓設計則對外發表，並更改為面積1,560,000 平方英尺（145,000 平方公尺），270公尺（900英尺）的高塔，並作為複合式開發案使用。建設計劃於2023 年開始，2028 年完成。